# Lorenzo Porzio
Lorenzo Porzio (født 24. august 1981 i Rom) er en italiensk tidligere roer.
Ved OL 2004 i Athen deltog Porzio i firer uden styrmand sammen med Dario Dentale, Luca Agamennoni og Raffaello Leonardo. I det indledende heat blev italienerne nummer to, hvorpå de blev nummer tre i semifinalen. I finalen var Storbritannien stærkest og vandt guld, mens Canada under en tiendedel sekund bagefter blev toer og Italien et pænt stykke derefter blev treer. Han deltog desuden i flere VM samt det første EM i 2007 uden at vinde medaljer, og i 2009 indstillede han sin internationale karriere.

## OL-medaljer
- 2004:  Bronze i firer uden styrmand